# Rötenspitze (Schnalskamm)
Die Rötenspitze (italienisch Punta Rossa) ist ein 3393 m ü. A. hoher Berg in den südlichen Ötztaler Alpen. Sie ist Bestandteil des von Westen nach Osten verlaufenden Hauptkamms der Ötztaler Alpen, der in diesem Abschnitt Schnalskamm genannt wird. Zuerst bestiegen wurde die Spitze am 8. Juni 1892 von dem Südtiroler Politiker und Pionier des Fremdenverkehrs Theodor Christomannos und den Bergführern Anton Nischler aus Schnals und Michael Gerstgrasser aus Partschins.

## Lage und Umgebung
Über die Rötenspitze verläuft die österreichisch-italienische Staatsgrenze. Die zur Südtiroler Seite abfallenden Flanken sind Teil des Naturparks Texelgruppe.
An der nördlichen Flanke der Rötenspitze erstreckt sich der östliche Teil des Schalfferners, südlich existieren keine Gletscher. Benachbarte Berge sind im Westen, getrennt durch die Pfasserscharte, die Pfasserspitze und, getrennt durch das Roßbergjoch, die Hintere Schwärze. Im Osten liegt die Fanatspitze. Nächstgelegene Ortschaften sind im Süden Karthaus im Schnalstal und im Norden Obergurgl.

## Touristische Erschließung
Der Weg der Erstbesteiger um Theodor Christomannos im Juni 1892 führte von Unser Frau im Schnalstal zum Niederjoch und herauf zum Similaun. Die Wanderung führte weiter zur Östlichen Marzellspitze und zur Hinteren Schwärze, die Gruppe gelangte über das Roßbergjoch und den Westgrat zur Rötenspitze und weiter zur Fanatspitze. Nach Überschreitung der Karlesspitze und der Falschunggspitze scheiterte die Gruppe aber an der Hohen Wilden wegen eines Wetterumschwungs und einsetzender Dunkelheit. Nach über 20 Stunden erreichten sie den Eishof im Pfossental. Heute kann die Martin-Busch-Hütte als Stützpunkt für eine Besteigung der Rötenspitze dienen. Der Normalweg, leichtester Anstieg, führt von Westen aus über die Pfasserscharte über den Grat in der Schwierigkeit UIAA II zum Gipfel. Eine Route durch die 50° geneigte nördliche Eiswand mit 200 Höhenmetern wurde erstmals 1978 beschrieben.

## Karte
- Alpenvereinskarte 1:25.000, Blatt 35/1, Ötztaler Alpen, Gurgl
- Österreichische Karte 1:50.000, Blatt 2109